# Fiat Palio
El Fiat Palio fue un automóvil del segmento B producido por el fabricante italiano de automóviles Fiat desde 1996 hasta 2018. Se fabricó en América, Europa del Este y Asia.

## Primera generación (1996-2016)
La primera generación del Palio, llamado internamente Proyecto 178, se lanzó al mercado en 1996. El chasis proviene de un nuevo desarrollo para la base del Uno, y tal cambio fue mayúsculo, aumentando la rigidez torsional y la seguridad. El diseño fue creado por Centro Stile Fiat y el estudio de diseño IDEA de Turin.
Se ofrece con carrocerías hatchback de tres y cinco puertas, sedán de cuatro puertas (Fiat Albea/Petra/Siena), familiar de cinco puertas (Palio Weekend) y pickup (Strada). Los motores, a gasolina y diésel, varían de acuerdo al mercado en que el Palio es producido.
La producción comenzó en Brasil y luego se sumaron fábricas en Argentina en 1996. En 1997 se comienza a fabricar en Venezuela, Polonia y Marruecos a los que se suma en 1998 la producción en Turquía. En 1999 la India y Sudáfrica comienzan la producción. Las más recientes son las plantas de Egipto y China que comenzaron a operar el 2001 y 2002 respectivamente.
Se produjo en las plantas de Fiat Betim en Brasil, Fiat Córdoba en Argentina, India, Turquía y Sudáfrica. También fue fabricado bajo licencia en Corea del Norte como el "Pyonghwa Hwiparam" y actualmente en Rusia por la empresa Severstal-Auto (solo el Siena-Albea) y en China por la empresa Zotye.
El Palio se vendió varios países de Europa Occidental, tales como Italia, Francia, España, Alemania y Holanda.

### Primera actualización (2001-2006)
En el 2001 el Palio tiene su primer reestilización. El nuevo diseño es realizado por el gurú italiano del diseño Giorgetto Giugiaro. Este cambio incluye un nuevo diseño delantero y trasero así como un nuevo interior. Llega más seguridad, con nuevos ABS y Airbags con posibilidad de desconexión, nuevos motores como el FIRE 16 válvulas de 1,3L y 1,6L, la versión Sporting vendida en Turquía, con un motor 1,6L 16v con 120cv. Esta versión es la primera fabricada en China por Nankín; que incluye una versión 'SpeedGear' con cambio automático secuencial.

### Segunda actualización (2004-2016)

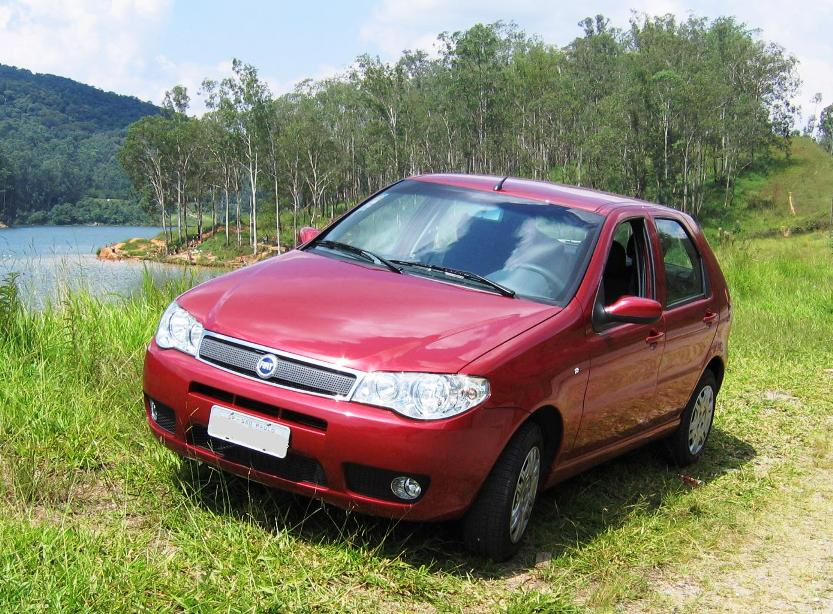
Fiat Palio HLX de 3.ª generación.

El nuevo Mk. III llega en 2004. Nuevamente el diseño es de Giorgetto Giugiaro. Cambia el interior y el diseño frontal y trasero, con inspiraciones en el Fiat Punto II y el Fiat Stilo. El Palio 2004 es el primer modelo brasilero del segmento B disponible con cuatro airbags, y sensores de luces, lluvia y estacionamiento. En Europa, el nuevo modelo es una combinación de generaciones; tiene el interior y el frontal del Mk. III brasileño y el diseño posterior del Mk.II.

### Tercera actualización (2007-2011)

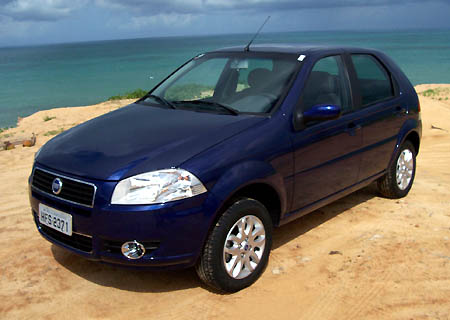
Fiat Palio 4.ª generación.

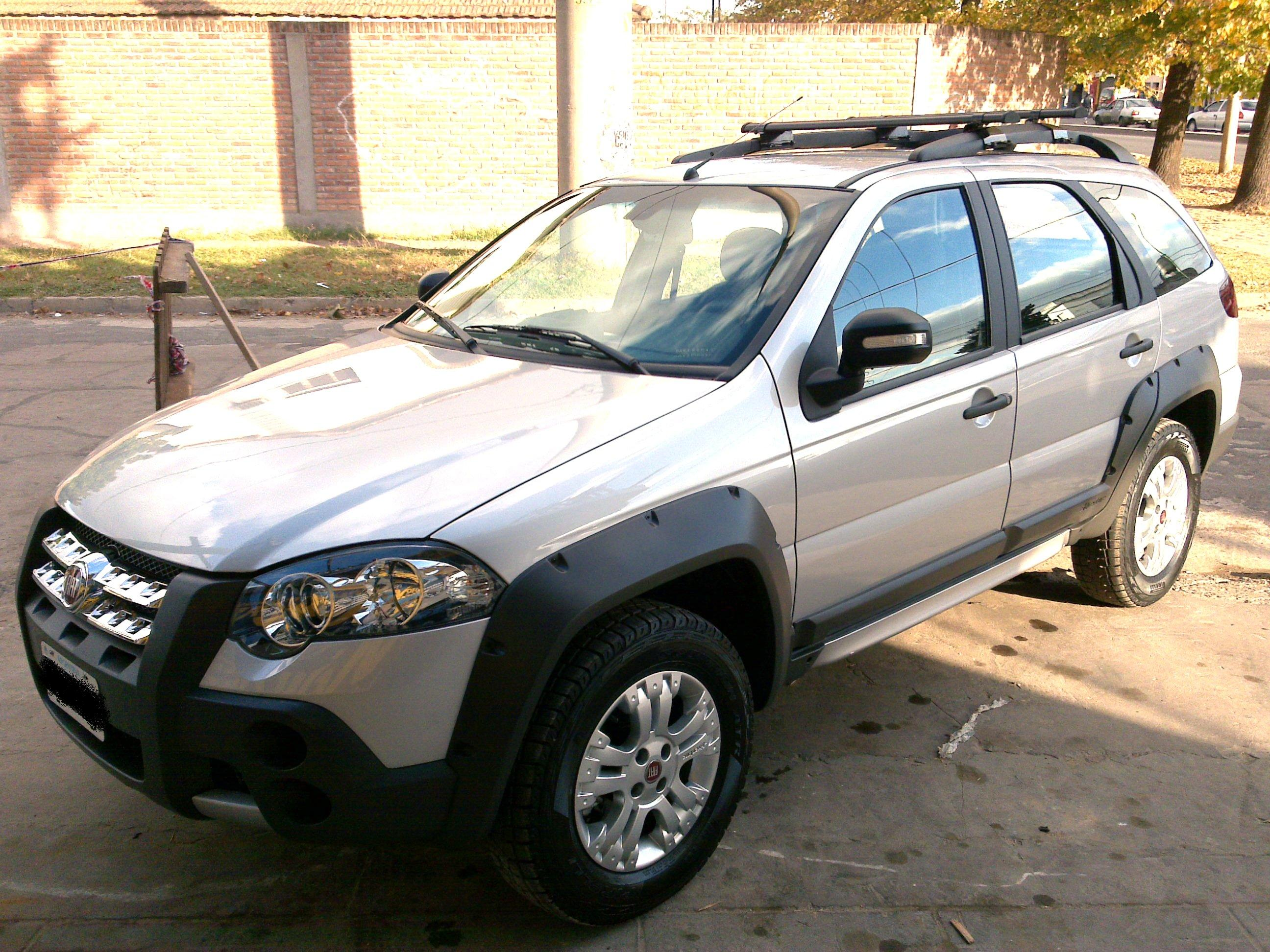
Fiat Palio Adventure Locker 2010.

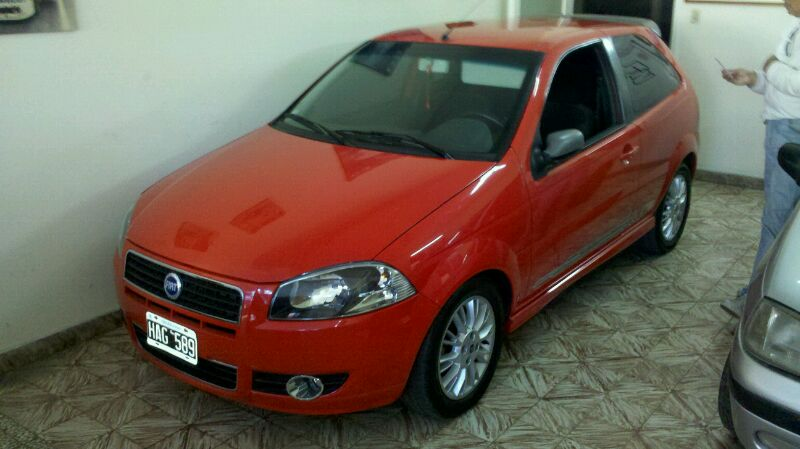
Fiat Palio 1.8R

La cuarta entrega del Palio fue lanzada en 2007 en la ciudad de Natal, Brasil. Esta nueva versión tiene modificaciones en el frontal, la parte trasera y en el diseño lateral, así como un leve cambio en el cuadro de instrumentos. El frontal es similar en el parachoques con el Fiat Perla lanzado en China, aunque tiene ópticas acordes al recientemente lanzado Fiat Linea. La parte trasera tiene un nuevo diseño de focos, de menor tamaño y que están en una posición más baja y el vidrio trasero ahora tiene marco.
Los motores disponibles seguirán siendo los bicombustibles 1.0 8v FIRE, 1.4 8v FIRE de 107cv; y el 1.8 Powertrain de origen General Motors de 113 cv con gasolina y 115 cv con alcohol.
Las variantes de equipamiento son dos: ELX modelo base con motores 1.0 (3 y 5 puertas) y 1.4 (solo en 5 puertas) y el 1.8R en carrocerías de 3 y 5 puertas es una versión con un diseño más deportivo, con motor 1.8 8 válvulas de 113 cv, suspensión reducida, llantas de aleación de 15" con neumáticos en medida 185-60/R15, una caja mejor relacionada y una ECU reprogramada para lograr mejores emisiones que el HLX 1.8 de 8v. La versión HLX fue descontinuada.
En el mes de julio de 2009, Fiat Brasil presentó la caja robotizada Dualogic, la que solo se encuentra disponible en ese país en la versión ELX 1.8 FlexFuel y ELX 1.4 benshi.
Siena: En el mes de abril de 2008, fue presentada la cuarta generación del Siena (versión sedán de la familia Palio). Por primera vez, dicho modelo, sufre modificaciones en la trompa, respecto a su hermano menor, gracias a ópticas de doble parábola y nuevas líneas en la parte baja del parachoques, modificaciones que luego fueron traspasadas al resto de la gama Palio.
El modelo, es visto como una evolución, con mejor seguridad y equipamiento. Su diseño, concebido por el Centro Stile Fiat de Italia, en colaboración con el Centro Stile Fiat de Brasil, refleja líneas modernas que coinciden con aquella de los modelos lanzados en Europa, como el Grande Punto y Palio 2008, a través de líneas innovadoras y marcadas.
Además de su renovado diseño, a diez años del lanzamiento de la primera generación del modelo, el nuevo Siena se ofrece en 3 versiones de equipamiento ELX 1.0 8v 75cv y 1.4 8v 85cv y HLX 1.8 8v 110cv, en versiones Bi-Combustibles (gasolina/etanol) para el mercado Brasilero, además del ya conocido TetraFuel 1.4 8v, que utiliza además, gasolina regular y gas natural vehicular.
Sumó también a mediados de 2009, la caja robotizada Dualogic, disponible por el momento para el mercado brasilero en su versión HLX 1.8 Flex.
Weekend: La Weekend, versión familiar de la gama Palio, tiene un frontal similar a la del nuevo Siena y que luego fue adaptada al resto de la gama. Fue la primera variante de la familia en recibir la caja robotizada Dualogic. Para esta generación se estrenaron las variantes Weekend Adventure Trekking y Weekend Adventure Locker, esta última con mayor despeje del suelo gracias a su suspensión especial, además de ser el primer vehículo de tracción simple con bloqueo de diferencial vendido en Sudamérica, de ahí su nombre Locker.
Strada: La cuarta generación (Proyecto 278) fue lanzada en 2008 e incorporó el frontal estrenado en el Siena. Durante 2009 se lanzaron las versiones de Doble Cabina, basadas en la carrocería de la cabina extendida, además de una versión económica llamada Working que tiene un frontal similar al Palio 2008, con ópticas de una sola parábola.

### Motorizaciones
| FIRE - 1,0 8v (65cv) brasilero - 1,0 16v (75cv) italiano - 1,1 8v (54cv) - 1,2 8v (60, 65 y 68cv) - 1,2 16v (82cv) (también llamado 1.3 16v) - 1,4 8v (80 y 86cv) argentino - 1,6 16v (103cv) Torque (HL) - 1,6 16 (107cv) Torque (HL stile) FIASA - 1,0 8v MPI (54cv) - 1,3 8v MPI (72cv) - 1,5 8v MPI (80cv) - 1,7 8v MPI (90cv) Sevel - 1,4 8v SPI (70cv) - 1,6 8v SPI (87cv) - 1,6 8v MPI (92cv) E-Torque - 1,6 16v 120cv Sporting E-torq - 1,6 16v 148cv potenciado Powertrain - 1,8 8v "HLX"(110cv) - 1,8 8v "R" (113cv) / (113cv y 115cv Flex) - 1,7 8v D - 1,7 8v TD - 1,9 8v D - 1,9 JTD 8v - 1.3 Multijet 16v - 1.7 Sd |

### Seguridad
En el mes de agosto de 2007 (protocolo obsoleto), el Fiat Albea, versión de tres volúmenes derivada del Palio, fue sometida a prueba en Rusia bajo la actual norma EuroNCAP (choque offset frontal a 64 km/h) obteniendo un total de 3 estrellas (8,5 pts. de 16 máximos). La prueba se realizó bajo supervisión de Fiat Auto y el modelo probado estaba equipado con bolsa de aire para el conductor y cinturones de seguridad SIN pretensionadores. (Ver video)
La versión china del Siena, llamada Fiat Perla fue sometida a 3 pruebas de choque por la China-NCap en 2007 (protocolo obsoleto); frontal a 56 km/h (40 % contra columna colapsable, tipo EuroNCap), frontal a 50 km/h (100 % contra muro sólido, tipo NTHSA de USA) y lateral a 50 km/h (tipo EuroNCap). El resultado global fue de 3 estrellas (4 estrellas en choque frontal offset, y 3 estrellas en choque lateral y frontal 100 %). El modelo probado tenía doble bolsa de aire frontal.
En agosto de 2010 (protocolo obsoleto) la Latin NCAP realizó una prueba de choque de un Palio de primera generación fabricado en 2010 en su versión ELX con doble airbag frontal obteniendo 3 estrellas para ocupantes adultos (10.65 max 16) y de dos para ocupantes niños (21.27 max 49)
| Ocupantes adultos: | 3/5 estrellas |
| Ocupantes niños:   | 2/5 estrellas |

### Palio Eléctrico
Fiat Do Brasil, y empresas como Itaipu (Hidroeléctrica Multinacional de Paraguay y Brasil) y la empresa suiza KWO, crearon el proyecto Palio Eléctrico, desarrollando un vehículo absolutamente ecológico, con cero emisión de gases, prácticamente sin ruidos.
El Palio Eléctrico posee un motor que tienen una potencia nominal de 15 kW (20 cv) y máxima de 28 kW (37,8 cv). El torque nominal es de 5,1 m×kgf, y el máximo, de 12,6 m×kgf. Es alimentado por una batería de níquel, situada en el fondo del portamaletas, que proporciona una autonomía de 120 km. Alcanza una velocidad máxima de 120 km/h, y acelera de 0 a 100 km/h en 28 segundos y el tiempo de recarga de la batería es de 8 horas.
Exteriormente, prácticamente no posee diferencias con el modelo convencional. Internamente, la palanca de cambio fue substituida por otra de tipo “joystick” con tres posiciones: Conducción, Neutro y Reversa. Se agrega a la consola central una pantalla para el control del comportamiento de la batería, con información sobre el nivel de carga, tensión, temperatura y corriente.

### Competición
A lo largo de su vida, el Palio ha tenido varias versiones homologadas para competición. En el rally, el Palio ha destacado a nivel suramericano, titulándose multi-campeón de la clase A6 brasilera y Codasur con el piloto brasilero Luis Tedesco.
En Argentina destacan las unidades de la segunda generación, siendo campeón argentino por dos años consecutivos, Juan Manuel Solís. En ese país, el Palio tiene una categoría propia llamada "Copa Palio". En 2019, el Palio 1.6 fue campeón en Turismo Nacional Clase 2 con Ever Franetovich al volante.
En otros países como Chile ("Fórmula Palio"), Perú ("Desafío Movistar" y Campeonato de rally peruano) y Sudáfrica (SA Production Car Championship), también existen categorías, tanto de rally como de pista, que utilizan el Palio.
Sin embargo, es en Europa donde existe la versión más poderosa de los Palio para competición: Es el Palio Super 1600 fabricado en Turquía por la división especial de competencia de Fiat, Abarth, y que equipa un motor de 1.6 litros de cilindrada con 16 válvulas, que alcanza una potencia máxima de 215 CV. Incorpora una transmisión secuencial de seis marchas, frenos de discos de competición delanteros y traseros Brembo, llantas Speedline y electrónica Motec de última generación. A nivel europeo, el Palio ha logrado destacar en el campeonato continental y en el turco de rally. A nivel global, su mejor resutlado fue un quinto lugar del grupo Super 1600 en el Rally de Turquía del año 2004 por el Campeonato Mundial de Rally.

### Final de producción
Con la presentación del nuevo Fiat Argo, realizada en Benavídez, llegó a su fin la comercialización del Fiat Punto y de las versiones más equipadas del Fiat Nuevo Palio.
FCA también sorprendió con la despedida del modelo más barato, popular y veterano de su gama: el histórico Palio Fire. Se trata de un modelo que se comercializaba en nuestro mercado desde 1996. A lo largo de sus 21 años de trayectoria, el Palio Fire llegó a producirse durante algún tiempo en la planta cordobesa de Ferreyra (Fiat Córdoba). En estos últimos años se importaba desde Brasil.
Así como el Punto fue reemplazado por el Argo, el modelo más accesible de Fiat en la Argentina –que durante años fue el Palio Fire- es asumido por completo por el Mobi.

## Fiat Palio segunda generación (2011-2018)
A finales del año 2011 se presentó en Belo Horizonte, Brasil, la nueva generación totalmente renovada del mítico Fiat Palio. El diseño exterior, el interior, las medidas y la motorización, fueron modificadas. Se ofrece solamente con carrocería hatchback de cinco puertas.
Llegó con 3 propuestas de motorizaciones, el Fire 1.0 EVO, el Fire 1.4 EVO y el 1.6 16V E.TorQ. El nuevo Fiat Palio se vende en 6 versiones de equipamiento: Attractive 1.0 8V Fire EVO, Attractive 1.4 8V Fire EVO, Essence 1.6 16V E.TorQ, Essence 1.6 16V E.TorQ Dualogic, Sporting 1.6 16V E.TorQ, Sporting 1.6 16V E.TorQ Dualogic.
En noviembre de 2017, se confirmó el cese de la producción del Palio segunda generación en Argentina y Brasil, lo cual deja más capacidad productiva para el Cronos en la planta de Ferreyra y las de Brasil que lo producían, en favor del Argo.

### Tabla resumen de mecánicas

#### Palio
| Mecánica                 | Inicio | Fin | Familia | Tecnología | Combustible       | Cil. | Cubicaje (cc.) | Vál. | Potencia (CV/ rpm) | Par (Nm/ rpm) | Vel. máx. (km/h) | Aceleración 0–100 km/h (s) | Consumo (l/100 km) | Emisión CO2 (g/km) | S&S | Transmisión                   | Rel. |
| ------------------------ | ------ | --- | ------- | ---------- | ----------------- | ---- | -------------- | ---- | ------------------ | ------------- | ---------------- | -------------------------- | ------------------ | ------------------ | --- | ----------------------------- | ---- |
| 1.0 FIRE                 | Debut  |     | FIRE    |            | Gasolina          | 4L   | 999            | 8    | /                  | /             |                  |                            |                    |                    | No  | Delantera Manual              | 5    |
| 1.4 FIRE                 | Debut  |     | FIRE    |            | Gasolina          | 4L   | 1368           | 8    | /                  | /             |                  |                            |                    |                    | No  | Delantera Manual              | 5    |
| 1.6 E.torQ               | Debut  |     | E.torQ  |            | Gasolina          | 4L   | 1598           | 16   | /                  | /             |                  |                            |                    |                    | No  | Delantera Manual              | 5    |
| 1.6 E.torQ Dualogic      | Debut  |     | E.torQ  |            | Gasolina          | 4L   | 1598           | 16   | /                  | /             |                  |                            |                    |                    | No  | Delantera Automática Dualogic | 5    |
| 1.0 FIRE Flex            | Debut  |     | FIRE    | FlexFuel   | Etanol o gasolina | 4L   | 999            | 8    | /                  | /             |                  |                            |                    |                    | No  | Delantera Manual              | 5    |
| 1.4 FIRE Flex            | Debut  |     | FIRE    | FlexFuel   | Etanol o gasolina | 4L   | 1368           | 8    | /                  | /             |                  |                            |                    |                    | No  | Delantera Manual              | 5    |
| 1.6 E.torQ Flex          | Debut  |     | E.torQ  | FlexFuel   | Etanol o gasolina | 4L   | 1598           | 16   | /                  | /             |                  |                            |                    |                    | No  | Delantera Manual              | 5    |
| 1.6 E.torQ Dualogic Flex | Debut  |     | E.torQ  | FlexFuel   | Etanol o gasolina | 4L   | 1598           | 16   | /                  | /             |                  |                            |                    |                    | No  | Delantera Automática Dualogic | 5    |

### Final de Producción
Conocido como “Nuevo Palio” y también como “Palio 2010”, así se lo diferenciaba del añoso Palio Fire. Y ambos se despidieron del mercado casi al mismo tiempo. El Palio Fire anunció el final de su comercialización durante el lanzamiento del Fiat Argo, durante septiembre del 2017. Mientras que Fiat anunció el cese de la producción del “Nuevo Palio” durante fines de noviembre del 2017, durante la presentación internacional del nuevo Fiat Cronos. FCA Automobiles Argentina anunció que ya no se fabricaría en la planta cordobesa de Ferreyra, para hacerle lugar al Cronos. El mismo día, durante una conferencia de prensa para la prensa brasileña, FCA Automobiles Brasil, informó que el Palio 2010 tampoco se seguiría fabricando en el mencionado país latinoamericano.
El Nuevo Palio tuvo su producción duplicada, por un lado la planta Argentina de Fiat Córdoba y la de Mina Gerais en Brasil. Para evitar la misma situación, Brasil se encargará de la producción del Fiat Argo, mientras que la Planta de Córdoba en Ferreyra tiene la exclusividad del Fiat Cronos.
El Argo terminó reemplazando a los Palio Fire, Palio 2010 y Punto, mientras el Cronos hizo lo propio con los Linea y Grand Siena. Las versiones familiares fueron reemplazadas por los Pulse y Fastback. La Strada siguió su curso.